# Tú y yo (canción de La Oreja de Van Gogh)
Tú y yo es la séptima canción del álbum Lo que te conté mientras te hacías la dormida, tercero del grupo español La Oreja de Van Gogh, compuesta por Amaia Montero, Xabier San Martín y Pablo Benegas, y con música de Amaia Montero y Xabi San Martín.

## Acerca de la canción
La canción cuenta la historia de una pareja cuya intensa relación es de constante amor y desamor. En los coros del final de la canción se escucha la frase "ya no somos tú y yo, eso era en otra canción, ya no ya no somos dos, dame un abrazo y ven" interpretados por Xabi y Amaia.
- Datos: Q5850966